# Исаак бен-Авраам из Дампьера
Исаак бен-Авраам из Дампьера (ריצנ״א, רינ״א, также Исаак из Дампьера или Исаак Младший, הנחור; сокращённо RIBA (ריב"א) или RIZBA (ריצב"א); умер после 1200 года) — тосафист XIII века и один из выдающихся еврейских учёных на севере средневековой Франции.

## Биография
По мнению Цунца, Исаак из Дампьера жил в Рамрю. Внук рабби Самсона бен-Иосиф из Фалеза. Отец Исаака, рабби Авраам, по свидетельству рабби Меира Абулафии, был щедрым благотворителем. Брат Самсона бен-Авраам, позже прозванного «из Санса».
Ученик Рабейну Тама и Исаакa из Дампьера (Старшего), которому он наследовал в должности главы школы в Дампьере; поэтому именуется по этому городу.
Один из тех учёных, к которым Меир Абулафия обратился с антимаймонистским посланием (REJ., VII, 46).

## Труды
Экзегеты XIII и XIV веков часто приводили комментарий Исаака из Дампьера на Пятикнижие. Некоторые его тосафот (комментарии к Талмуду) вошли в состав тосафот из Тука. Его тосафот к трактату Бехорот имелись у библиографа Геймана Михаэля из Гамбурга.
Исаак из Дампьера часто цитируется; его решения и респонсы разбросаны по всем крупным сборникам (напр. Меира из Ротенбурга, Мордехая и в «Наgahoth Maimuni»). Затруднительно сказать, какие тосафот принадлежат Исааку, так как тосафист XI века Исаак га-Леви из Шпейера цитируется под одинаковой с ним аббревиатурой (רינ״א).
Также известен, как литургический поэт.